# Molve
Molve – wieś w Chorwacji, w żupanii kopriwnicko-kriżewczyńskiej, w gminie Molve. W 2011 roku liczyła 1432 mieszkańców.